# Кашталинский, Николай Александрович
Николай Александрович Кашталинский (1849—1917) — русский генерал от инфантерии, участник русско-японской войны.

## Биография
Николай Кашталинский родился в 1849 году. Воспитывался в Павловском кадетском корпусе, 2-й Санкт-Петербургской военной гимназии и 1-м военном Павловском училище, из которого в 1869 году был произведён в подпоручики в 1-й гренадерский стрелковый батальон.
Перейдя в 1874 году на службу в 6-й Туркестанский линейный батальон, летом 1875 г. Кашталинский принял участие в двух экспедициях генерала Абрамова в Заравшанское ущелье и за бой под Обурданом награждён орденом св. Анны 3-й степени с мечами и бантом. С началом русско-турецкой войны 1877—1878 гг. Кашталинский по собственному желанию был зачислен в болгарское ополчение, принял с ним участие в обороне Шипки, где был ранен, и за боевые отличия награждён чинами штабс-капитана и капитана и орденами св. Владимира 4-й степени с мечами и бантом, Святой Анны 2-й степени с мечами и св. Станислава 2-й степени с мечами.

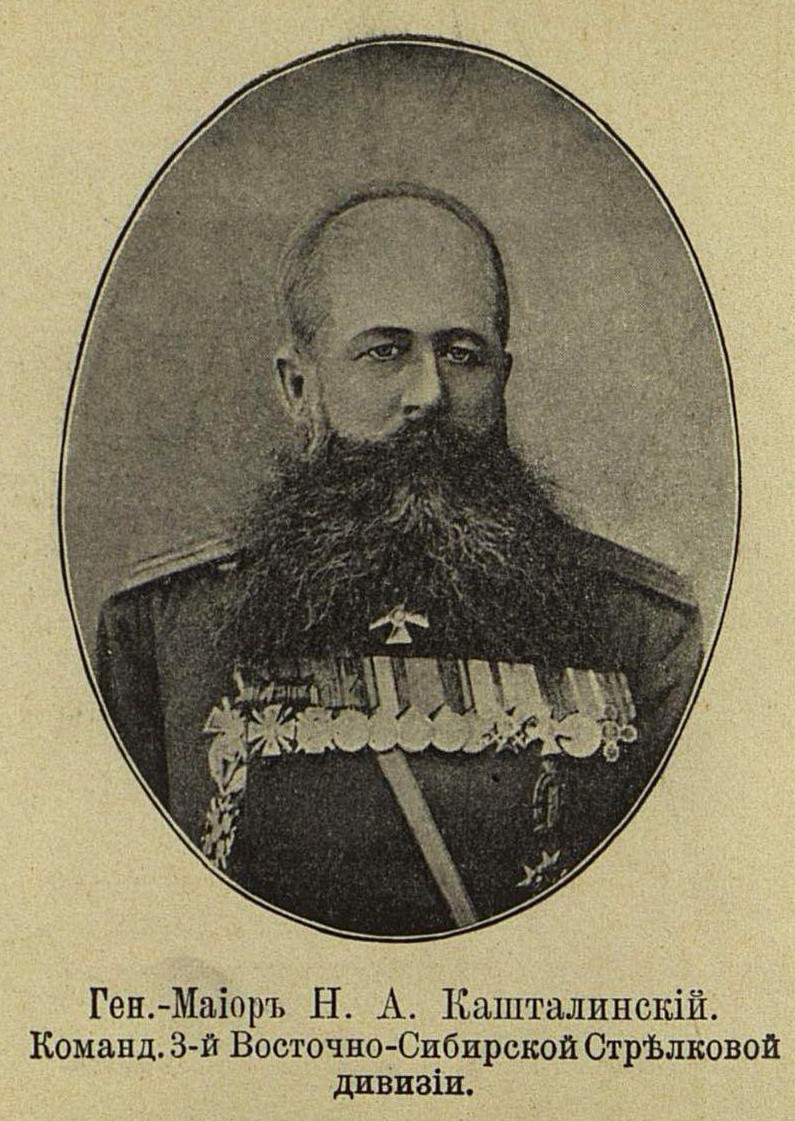
Н.А. Кашталинский в начале XX века

По окончании войны Кашталинский занимал должности Кубинского уездного воинского начальника, Андийского уездного начальника, командовал 1-й Кавказской туземной резервной дружиной (1887), 2-й Кавказской туземной стрелковой дружиной (1888) и Ардаганским резервным пехотным полком (1889); с 1890 по 1900 г. управлял Мургабским Государевым имением, в 1899 г. был произведён в генерал-майоры. В 1900 году по болезни вышел в отставку.
В 1902 году вновь определился в службу с назначением командиром 1-й бригады 33-й пехотной дивизии. В 1903 г. был назначен начальником 3-й Восточно-Сибирской стрелковой бригады, а в 1904 г. — командующим 3-й Восточно-Сибирской стрелковой дивизией, с которой и принял участие в русско-японской войне. На долю Кашталинского выпало непосредственное руководство войсками Восточного отряда в бою под Тюренченом, во время которого он был контужен. Затем его дивизия с честью выдержала бои у Ляояна, на реке Шахе, а также под Мукденом, в которых Кашталинский проявил высокое личное мужество и распорядительность. Наградой ему был орден св. Георгия 4-й степени (высочайший приказ от 1 ноября 1905 г.)
Командуя 3-ю Восточно-Сибирскою стрелковою дивизиею, стойко выдерживавшею удары значительных сил противника под Ляндясаном и Ляояном, проявил высокое личное мужество, спокойствие и распорядительность

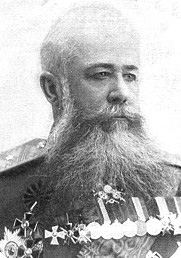
Н. А. Кашталинский

Среди других наград за эту войну Кашталинский получил ордена Св. Станислава 1-й степени с мечами и Св. Анны 1-й степени с мечами и чин генерал-лейтенанта.
В 1907 году Кашталинский был зачислен в списки 11-го Восточно-Сибирского стрелкового полка, наиболее отличившегося под Тюренченом, и в 1907 г. назначен командиром 4-го армейского корпуса. В конце 1908 года он вышел в отставку с производством в генералы от инфантерии.
С началом Первой мировой войны вернулся в строй и 26 сентября 1914 г. был назначен командиром 28-го армейского корпуса. В 1915 году награждён орденом Белого Орла с мечами; 6 октября 1915 г. зачислен в резерв чинов при штабе Киевского военного округа. 20 апреля 1916 г. назначен командиром 40-го армейского корпуса и за бои мая—июня 1916 г. награждён 4 августа того же года орденом св. Георгия 3-й степени
За то, что во время операции прорыва австрийского фронта, 22-го мая - 12-го июня 1916 года, командуя армейским корпусом ... безостановочно гнал противника к Луцку, и стрелковая дивизия его корпуса первой вошла в Луцк, при чем было взято в плен 457 офицеров, 21 278 нижних чинов, 39 орудий, 68 пулеметов
В ноябре 1916 года назначен членом Александровского комитета о раненых.
Убит 17 апреля 1917 г. в Петрограде около дома психически больным солдатом.